# Bruno Lanfranchi
Bruno Lanfranchi (Parma, 6 gennaio 1917 – Parma, 26 maggio 1995) è stato un attore teatrale, regista, comico, attore cinematografico e poeta italiano.

## Biografia
Figlio di Paride Lanfranchi (attore dilettante nei quartieri cittadini con la compagnia di Alberto Montacchini e nei film della saga di Don Camillo e Peppone; nei primi anni del '900 fondò nel 1915 una compagnia teatrale assieme a Guido Picelli, intitolata a "Filippo Corridoni", nella quale Bruno esordì giovanissimo) e Anita Zerbini (sorella del poeta Alfredo Zerbini; gestiva un'osteria in città in borgo San Giacomo, oggi borgo Rodolfo Tanzi), era cugino di secondo grado del regista Mario Lanfranchi. 
Nel 1931, dopo il parere contrario del padre, venne preso a contratto nella compagnia filodrammatica dei fratelli Clerici, notato dal capo della compagnia Giulio Clerici e da Emilia Magnanini. Qua Bruno imparò anche a cantare. Durante le stagioni teatrali del Teatro Regio di Parma dal 1931 al 1939 fu attore e cantante fisso nella stagione d'operetta, protagonista nelle produzioni d'operetta de Il canto delle sirene, cui seguirono Cianylea e Il piccolo balilla. Cantò anche in altre commedie musicali.
Chiamato alle armi nel 1940, fu militare e incaricato di allestire spettacoli teatrali per i soldati, incarico che lo porto ad allestire drammi e commedie anche in Sud Africa. Rientrato dalla guerra continuò a perfezionarsi nella recitazione e a sviluppare interesse per le commedie da adattare in dialetto parmigiano. Fu così che nel 1960, fondò una compagnia teatrale, incentrata sul dialetto di Parma, scrivendo commedie e adattando altri testi teatrali. Sotto la sua ala nella compagnia militarono Gigi Frigeri (1935-2012, futuro capocomico e attore), Ettorina Cacciani (1933-2017, originaria di Castrignano di Langhirano, in seguito moglie di Lanfranchi), Andrea Bellanova, Giordana Pagliari, Elvira Balestrazzi e Agostino Lodi.
Nel 1971 la compagnia divenne ufficialmente la Compagnia ’dla Famija Pramzàna (la Compagnia della Famiglia Parmigiana, associazione nata nel febbraio del 1947). Lanfranchi fu autore, sceneggiatore e capocomico della compagnia per diversi anni. Nel 1972 recitò al cinema in Fratello ladro, con Gino Cervi in un film su Padre Lino da Parma. A inizio anni '90, fu spesso ospite alla trasmissione su TVParma "DO ridudi alla pramzana" condotto da Felice Bonazzi e Lidia Zilioli.

## Morte
Colpito da malattia ed in precarie condizioni di salute nel 1988, morì il 26 maggio 1995, presso l'Ospedale Maggiore di Parma all'età di 78 anni.
È sepolto nel Cimitero della Villetta a Parma, ogni anno omaggiato dagli attori della compagnia, dalla Maschera di Parma "al Dsevod", dal Sindaco e dal fisarmonicista Corrado Medioli.

## Vita privata
Dopo anni di convivenza, dal 1988 alla morte fu marito dell'attrice dialettale Ettorina Cacciani, nata a Castrignano il 18 aprile 1933, deceduta Parma il 8 aprile 2017. Aveva un fratello gemello, padre della pittrice Mirella Lanfranchi (Parma, 1962).

## Raccolte
"Al Me Zarden" 1990, raccolta di poesie

## Discografia 45 giri
- I dan L'Otello, poesia

- La siora Marchesa

- Paragoni impossibili di Bruno Lanfranchi

- La Bugada

## Filmografia
- Fratello ladro (1972) di Pino Tosini

## Riconoscimenti
- 1990 Premio Sant'Ilario Parma. Attestato di Civica Benemerenza, assieme alla moglie Ettorina Cacciani.
- A lui e al padre è dedicata una via nella città di Parma.